# Pesem ledu in ognja
Pesem ledu in ognja (v izvirniku angleško A Song of Ice and Fire) je zbirka epskih fantazijskih romanov, ki jo je napisal ameriški pisatelj in scenarist George R. R. Martin. S pisanjem je začel leta 1991, prvi roman pa je bil izdan leta 1996. Čeprav je sprva je načrtoval trilogijo, je doslej izšlo pet knjig, dve pa sta še napovedani. Zbirka je bila prevedena v osemnajst jezikov, tudi v slovenščino - Igro prestolov, Vihro mečev, Vranjo gostijo in Ples z zmaji je prevedel Boštjan Gorenc, drugo knjigo po vrsti, Spopad kraljev, pa Branko Gradišnik. 
Zgodba se dogaja v izmišljenem svetu, največ na celini Zahodnje, ki spominja na srednjeveško Evropo. Večina likov so ljudje, a se tekom zgodbe pojavijo tudi druga, magična bitja. Tri glavne niti pripovedi so naslednje: kronologija vojne med plemiškimi družinami, ki se borijo za oblast v Zahodnjem; naraščajoča grožnja Njih, ki prodirajo s severa; potovanje Daenerys Targaryen, ki je hči umorjenega kralja in se želi vrniti iz izgnanstva, da bi prevzela oblast, ki ji pripada. Pripovedovalec je tretjeosebni in v vsakem poglavju pripoveduje dogajanje skozi oči ene izmed glavnih oseb – do konca četrte knjige jih je bilo 25, od tega se jih osem pojavi samo enkrat. Značilno za serijo je tudi, da se avtor ne drži povsem konvencij epske fantazije in poudarja realizem v medčloveških odnosih ter ustvarja kompleksne spletke v boju za oblast med glavnimi liki. Sam pravi, da se je zgledoval po dogajanju v srednjeveški Evropi, predvsem po vojni med belo in rdečo rožo.
Zaradi popularnosti zbirke so se pri televizijski hiši HBO odločili za snemanje televizijske serije. Prva sezona (2011) je posneta po prvi knjigi Igra prestolov in je v Aziji doživela izredno dober odziv, enako tudi naslednje sezone. Obstaja tudi istoimenska igra na deski.

## TRAMA
Pesem ledu in ognja sledi trem osnovnim pripovednim nitim.

### 1. knjiga:
Igra prestolov (A Game of Thrones) se dogaja v Sedmih kraljestvih in opisuje boj za Železni prestol, ki se razvije po smrti kralja Roberta. Nasledil naj bi ga njegov sin Joffrey, ki ga podpira družina njegove mame, Lannisterji. A Lord Eddart Stark, desna roka kralja Roberta, ugotovi, da so vsi Robertovi potomci nezakonski in da bi ga moral nasloviti njegov nepriljubljen starejši brat Stannis. Za prestol se bori tudi Robertov mlajši brat, ki je karizmatičen in priljubljen in ima podporo mogočne družine Tyrell. Med temi boji je za kralja severa proglašen Robb Stark, Eddardov dedič, Balon Greyjoy pa se proglasi za kralja Železnih otokov. Vojna med petimi kralji je glavna tema druge in tretje knjige.

### 2. knjiga:
Spopad Kraljev (A Clash of Kings) se dogaja na skrajni severni meji Westerosa. Tam so pred 8000 leti (tudi s pomočjo magije) postavili ogromen zid iz ledu in kamenja, da bi obvarovali Westeros pred Njimi, mitološko raso, ki naj bi živela na skrajnem severu. Ta zid, dolg 480 km in visok 210 m, stražijo bratje nočne straže, ki jim v času dogajanja romanov močno primanjkuje mož. Jon Sneg, nezakonski otrok Eddarda Starka, prevzame povelje, spozna pravo grožnjo s severa in se pripravi na obrambo kraljestva, čeprav zaradi vojn, ki potekajo, ne dobi podpore z juga. Proti koncu tretjega romana se to dogajanje preplete z državljansko vojno na jugu.

### 3. knjiga:
Vihra mečev (A Storm of Swords) se dogaja na ogromnem kontinentu na vzhodu in opisuje potovanja Daenerys Targaryen, zadnje potomke Targaryenov, ki so bili na oblasti pred Robertom Baratheonom. Skozi razne pripetljaje iz praktično obubožane popotnice postane mogočna vladarica. K njenemu vzponu pripomore rojstvo treh zmajev, za katere so bili vsi prepričani, da so izumrla vrsta. Čeprav je njena zgodba od drugih ločena več tisoč milj, je njen prvi cilj osvojiti Železni prestol.

### 4. knjiga:
Vranja gostija (A Feast for Crows)
in
5. knjiga: Ples z zmaji (A Dance with Dragons) se dogajata sočasno. Na zahodu smo priča vojni, prevaram, izdaji. Nočna straža prične z resnim sodelovanje s Stannisom Baratheonom, kraljem Zahodnjega. Podoveljstvom Jona Snow-a na Zidu vključijo mnoge divježe onkraj Zidu v Nočno stražo. Na vzhodu Daenerys Targaryen preti vojna s sosednjim mestom Yunkai. Po svoji poroki v Meerenu odleti na zmaju proti Dothraškemu morju. Arya odide v Braavos, kjer skupaj z Dobričnežem in Sirotico služi Bogu mnogoterih obličij. Cersei Lannister zaprejo v Citadelo v Kraljevem pristanku zaradi obtožb prešuštva. Tyriona Lannisterja na poti k Daenerys zajamejo sužnarji, ki ga zadržijo med oblegovalnimi črtami Yunkaja. Stannis začne z zavzemanjem Zimišča, ki se domnevnima izkaže za neuspešno. Samwell Tarly se pridruži Citadelo v Starem mestu. 